# Крањска Гора
Крањска Гора (словен. Kranjska Gora) је градић и управно средиште истоимене општине Крањска Гора, која припада Горењској регији у Републици Словенији. По попису становништва из 2011. године насеље Крањска Гора имало је 1.439 становника.

## Туризам
Ово место је пре свега познато као туристички центар и то пре свега као ски центар. У непосредној околини постоји велики број скијашких стаза, али и на 7-8 километара се налазе и ски скакаонице Планица. Такође Крањска гора је главна туристичка дестинација за излете у Алпе и полазна тачка за горски прелаз Вршич. На том путу се налазу и Руска капелица као још један од туристичких атракција. Такође на само пола сата хода налази се и величанствени извор Саве Долинке.

## Занимљивости
- Крањска Гора је најпознатије зимско туристичко одредиште у Словенији, познато и по мамутској скакаоници Планица.
- Са надморском висином од 806 метара Крањска Гора је највише седиште општине у целој Словенији.

## Галерија
- Поглед на насеље са висине
- Центар зими